# Civil Rites
Civil Rites é o décimo álbum de estúdio da banda Resurrection Band, lançado em 1991.
Como nos álbuns anteriores, as letras das músicas retratam situações contemporâneas, como por exemplo, o sexo casual em "Players", os problemas familiares em "In My Room", a dependência de drogas em "Little Jeanie", a prostituição e uso de drogas em "Comatose", a escravatura em "Lincoln's Train" e a indústria das armas em "Death Machine".
| Críticas profissionais                                                      | Críticas profissionais |
| Avaliações da crítica                                                       | Avaliações da crítica  |
| Fonte                                                                       | Avaliação              |
| --------------------------------------------------------------------------- | ---------------------- |
| Firestream                                                                  | [ 4 ]                  |
| Esta tabela precisa de ser acompanhada por texto em prosa. Consulte o guia. |                        |

## Faixas
1. "Lovespeak" – 3:29
2. "Mission Bells" – 3:36
3. "Comatose" – 3:31
4. "Death Machine" – 2:57
5. "Players" – 4:17
6. "Lincoln's Train" – 4:42
7. "Hotfootin'" – 2:54
8. "In My Room" – 2:44
9. "Little Jeanie" – 4:29
10. "Footprints" – 2:37
11. "Pauper's Grave" – 4:30
12. "Somebody to Love" – 3:01

## Créditos
- Glenn Kaiser - Vocal, guitarra, harmónica
- Wendi Kaiser - Vocal
- Stu Heiss - Guitarra elétrica e acústica, teclados
- Roy Montroy - Baixo, teclados
- John Herrin - Bateria